# Salar de Uyuni

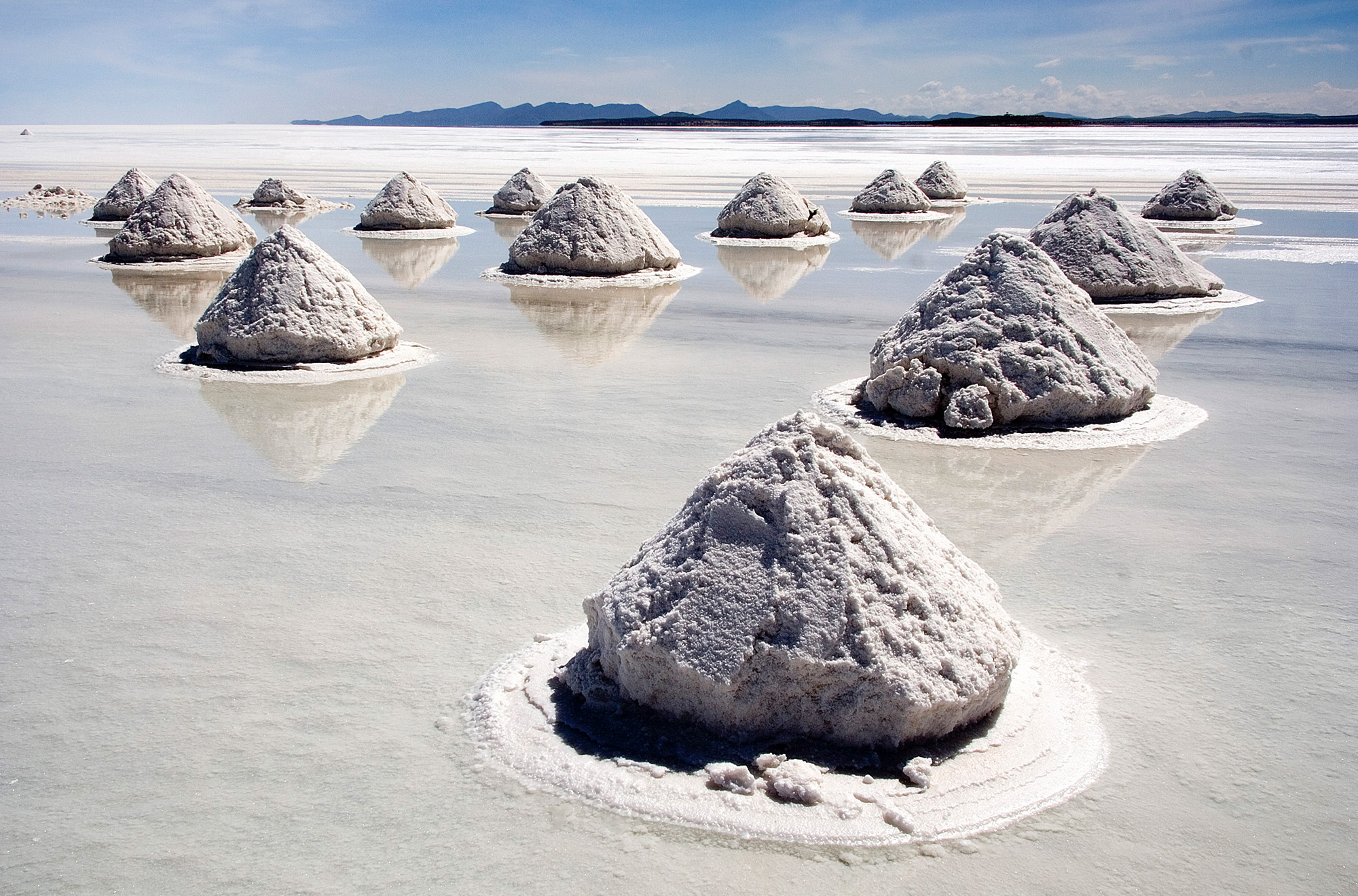
Piles de sal al Salar de Uyuni

El Salar de Uyuni o de Tunupa és amb els seus 10.582 km² el major desert de sal del món. Està situat a uns 3.650 m d'altitud al departament de Potosí, a l'altiplà de Bolívia, a prop de la serralada dels Andes. L'explotació de la seva sal ha estat el mitjà de vida tradicional de la gent d'Uyuni. Avui, però, el turisme l'hi ha pres el relleu.
L'àrea que avui ocupa aquest desert, 150 km de nord a sud i 250 km d'est a oest, estava coberta fa 40.000 anys pel llac Ballivián i fa milions d'anys fou el fons d'un oceà. El salar de Coipasa i els llacs Poopó i Uru Uru també són vestigis d'aquest gran llac prehistòric.
Existeixen aproximadament onze capes amb gruixos que varien entre els 2 i 10 m. La crosta que es troba a la superfície té un gruix de 10 m. La profunditat del salar és de 120 m, la qual està composta de capes de salmorra superposades i fang lacustre.

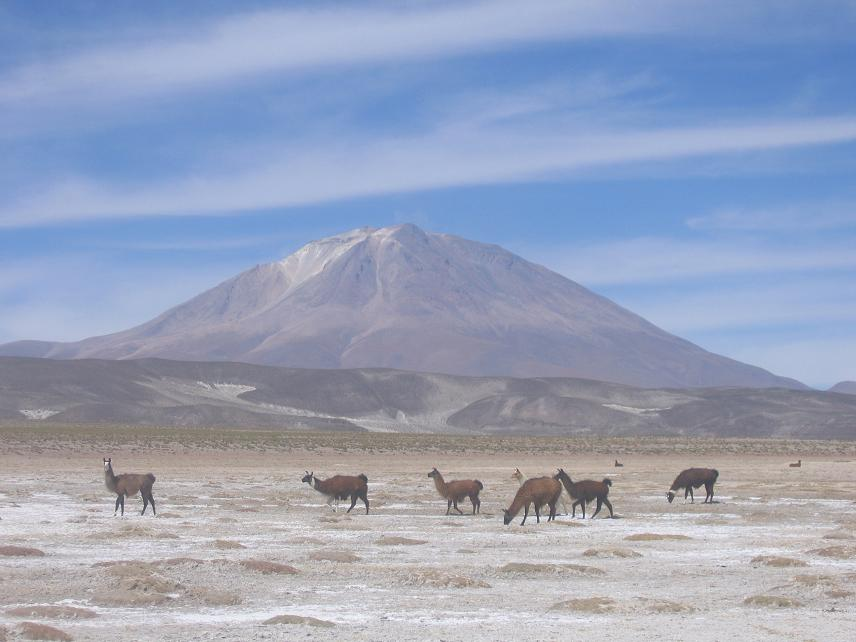
El volcà Tunupa de 5.181 m. presidint el salar

Aquesta salmorra es compon de liti, bor, potassi, magnesi, carbonats (bòrax) i sulfats de sodi. Un mineral molt interessant és la ulexita que és transparent i té el poder de refractar a la superfície de la pedra la imatge dels que hi ha a sota. Aquest salar es considera que és la major reserva de liti, encara que és de molt difícil extracció per la falta d'aigua. Aquest salar conté la meitat de les reserves mundials de liti. Se n'extreuen anualment uns 25 mil tones, d'unes reserves estimades a 64 mil milions de tones de sal.
És també un dels principals destins turístics de Bolívia:
- El mes de novembre és el lloc de cria de tres espècies de flamencs (Phoenicopterus andinus, Phoenicopterus chilensis, Phoenicopterus jamesi).
- Cactus de fins a 10 m d'altura es troben a la Isla del Pescado, l'illa més gran del conjunt d'illots situats al centre del salar.
- Mòmies de 3.000 anys d'antiguitat es van descobrir en una caverna al costat del salar.

Una carretera creua pel mig el salar des de Colcha K fins a Tahua, al peu del volcà Tenupa de 5.181 m. A prop del salar hi ha la zona de Sol de Mañana, que permet apreciar un paisatge que ens porta a l'època de la formació de la Terra.